# 朱瑪喇
朱瑪喇（穆麟德轉寫：jumara，1605年—1662年），碧魯氏，滿洲人，清朝政治人物、清朝吏部尚書。
曾任兵部左侍郎。順治八年三月己丑，接替陳泰，擔任清朝吏部尚書，后革。由卓羅接任。